# Alla mår bra
Alla mår bra är en svensk dokumentärfilm från 2006 i regi av Rainer Hartleb. Filmer följer upp En pizza i Jordbro tio år senare.